# Pelourinho
Pelourinho je název jedné ze čtvrtí historického centra Salvadoru, hlavního města brazilského státu Bahia. Díky své koloniální architektuře bylo celé historické centrum, včetně Pelourinha, zapsáno roku 1985 na Seznam světového kulturního a přírodního dědictví UNESCO. 

## Původ názvu
Pelourinho znamená v češtině pranýř. Jde o kamenný sloup, nacházející se většinou uprostřed náměstí, u kterého bývali veřejně trestáni zločinci, v koloniálních dobách to pak byli zejména otroci.

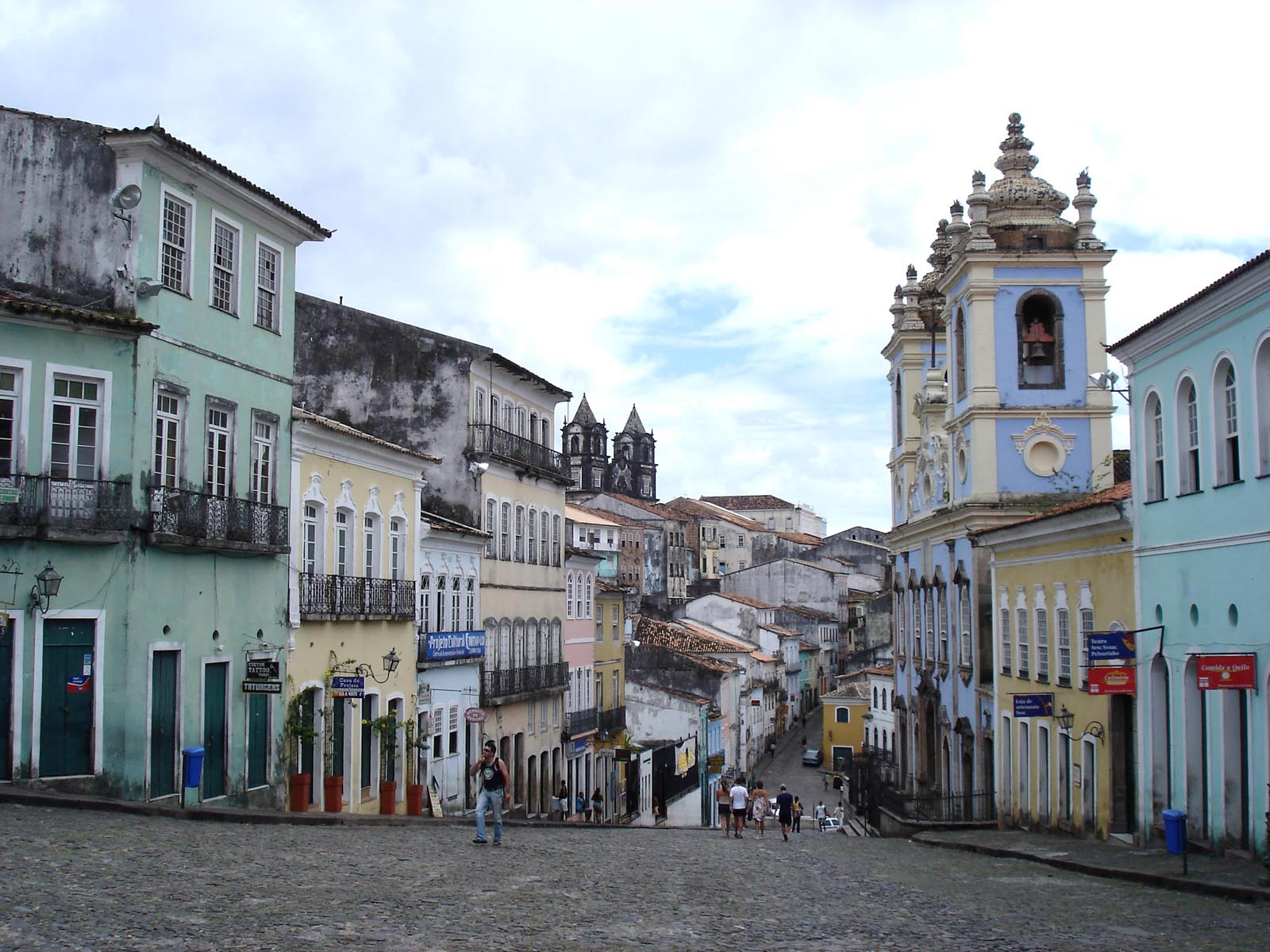
Místo, kde dříve stával pranýř, podle kterého byla čtvrť pojmenována
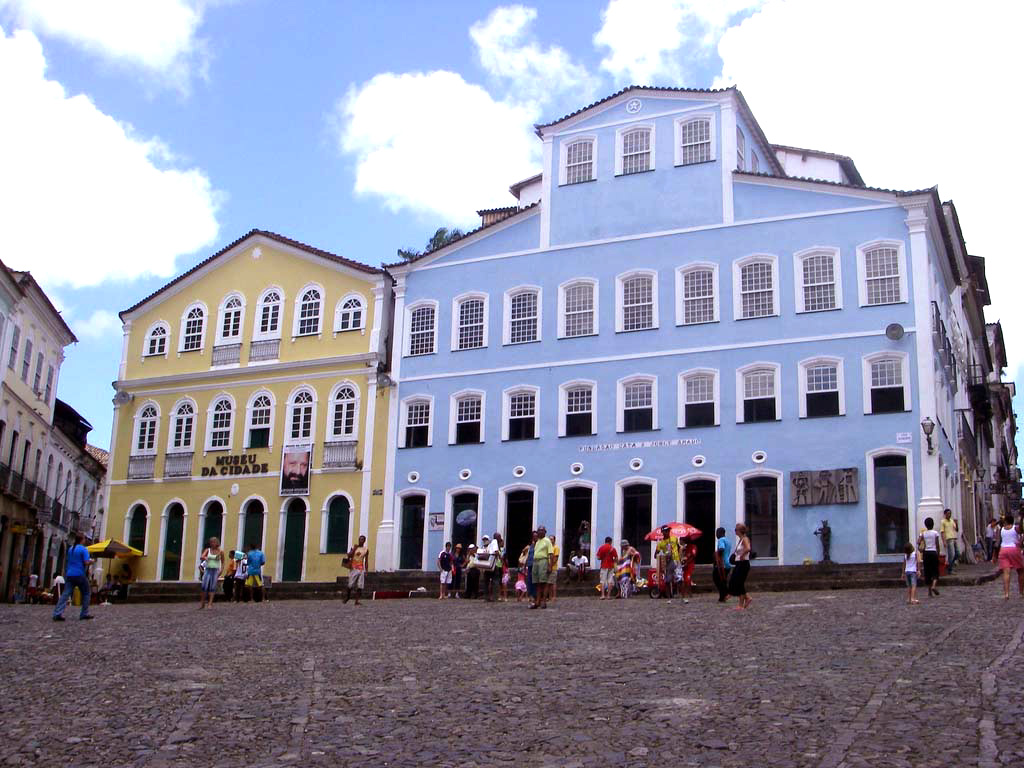
Largo do Pelô